# Joan de Lanuza i d'Oms
Joan de Lanuza i Oms (c. 1636- 1725) fou un militar que participà en la Guerra de Successió Espanyola. Fill de Josep de Lanuza, de qui heretà el títol de vescomte de Rueda i Perellós, va unir-se en matrimoni amb Elena de Gelabert, amb qui va tenir quatre fills.
Com a president de la Junta General de Braços, va participar en la defensa de Barcelona durant el setge de la ciutat per part de les tropes borbòniques com a portador de la Bandera de Santa Eulàlia. Després de la derrota va ser destituït de tots els seus càrrecs i se li van confiscar els béns. Posteriorment fou obligat a exiliar-se a Castella i València, població on va morir.